# Skogsholmen, Sibbo
Skogsholmen är en ö i Finland. Den ligger i Finska viken och i kommunen Sibbo i den ekonomiska regionen  Helsingfors i landskapet Nyland, i den södra delen av landet. Ön ligger omkring 17 kilometer öster om Helsingfors.
Öns area är 6,7 hektar och dess största längd är 380 meter i sydväst-nordöstlig riktning. Ön höjer sig omkring 20 meter över havsytan.